# Wind Music Awards 2013
La settima edizione dei Wind Music Awards è andata in onda in prima serata, per la prima volta in diretta, su Rai 1, Rai HD e RTL 102.5 il 3 giugno 2013 al Foro Italico di Roma.
Lo spettacolo è stato condotto, come l'edizione 2012, da Carlo Conti e Vanessa Incontrada.
Il 28 maggio 2013 viene pubblicata l'omonima compilation.

## Artisti premiati
Sono stati attribuiti i premi per i CD in base al numero di copie vendute tra maggio 2012 e maggio 2013, suddivisi in tre categorie:
- Multiplatino: 120 000 copie vendute.
- Platino: 60 000 copie vendute.
- Oro: 30 000 copie vendute.

Oltre a questi riconoscimenti sono stati consegnati i seguenti premi:
- Premio Digital Songs (Multiplatino 60.000 download, Platino 30.000 download).
- Premio Speciale Arena di Verona.
- Next Generation.

Album
- AA.VV. - Italia Loves Emilia
- Gianna Nannini - Inno
- Eros Ramazzotti - Noi, premiato da Biagio Antonacci
- Modà - Gioia
- Marco Mengoni - Pronto a correre
- Emma - Schiena
- Biagio Antonacci - Sapessi dire no, premiato da Giuseppe Tornatore
- Renato Zero - Amo - Capitolo I, premiato da Loredana Bertè
- Tiziano Ferro - L'amore è una cosa semplice - Special Edition, premiato da Baby K
- Francesco De Gregori - Sulla strada
- Antonello Venditti - TuttoVenditti
- Club Dogo - Noi siamo il club
- Mario Biondi - Sun
- Max Pezzali - Hanno ucciso l'Uomo Ragno 2012
- Malika Ayane - Ricreazione - Sanremo Edition
- Fedez - Sig. Brainwash - L'arte di accontentare
- Franco Battiato - Apriti sesamo (*)
- Andrea Bocelli - Passione (*)
- Adriano Celentano - Facciamo finta che sia vero (*)
- Jovanotti - Backup - Lorenzo 1987-2012 (*)
- Zucchero Fornaciari - La sesión cubana (*)
- Fabri Fibra - Guerra e pace (*)
- Vasco Rossi - Vasco Live Kom '011 (*)
- Cesare Cremonini -  La teoria dei colori (*)
- Francesco Guccini - L'ultima Thule (*)

(*) Artisti non presenti alla manifestazione.
Singoli
- Eros Ramazzotti - Un angelo disteso al sole
- Modà - Gioia
- Morgana Giovannetti - Il pulcino Pio
- Marco Mengoni - L'essenziale
- Emma - Amami
- Chiara - Due respiri
- Club Dogo - P.E.S.
- Max Gazzè - Sotto casa

Premi speciali
- Loredana Bertè - Targa del pubblico
- Corrado Guzzanti - Aniene, premiato da Tiziano Ferro
- Massimo Ranieri - Atleta dello spettacolo
- Carlo Conti e Vanessa Incontrada - Presentatori

Next Generation
- Renzo Rubino

Ospiti
- Fiorello (ospite tra il pubblico)

## Esibizioni
- Claudio Baglioni - Con voi (unica canzone cantata nell'anteprima della trasmissione)
- Renato Zero - Chiedi di me
- Gianna Nannini - Indimenticabile
- Eros Ramazzotti - Un angelo disteso al sole
- Modà - Gioia
- Morgana Giovannetti - Il pulcino Pio
- Marco Mengoni - Pronto a correre
- Emma - Amami
- Biagio Antonacci - Insieme finire
- Chiara e Fiorella Mannoia - Mille passi
- Negramaro - Una storia semplice
- Baby K - Non cambierò mai
- Francesco De Gregori - Ragazza del '95
- Antonello Venditti - Notte prima degli esami
- Olly Murs - Troublemaker
- Club Dogo - Chissenefrega e P.E.S. con Giuliano Palma
- Mario Biondi - Deep Space
- Bastille - Pompeii (sigla della trasmissione)
- Max Pezzali - L'universo tranne noi
- Jamie Cullum - You're Not the Only One
- Malika Ayane - Cosa hai messo nel caffè
- Fedez - Alfonso Signorini (Eroe nazionale)
- Max Gazzè - Sotto casa
- Renzo Rubino - Pop

Sono saliti sul palco anche Moreno, il vincitore della dodicesima edizione di Amici accennando Che confusione ed Elhaida Dani, la vincitrice della prima edizione di The Voice of Italy.

## Ascolti
| Messa in onda | Telespettatori | Share  |
| ------------- | -------------- | ------ |
| 3 giugno 2013 | 6.339.000      | 25,33% |